# فهرست مکان‌های دارای اقلیم جنب‌حاره‌ای

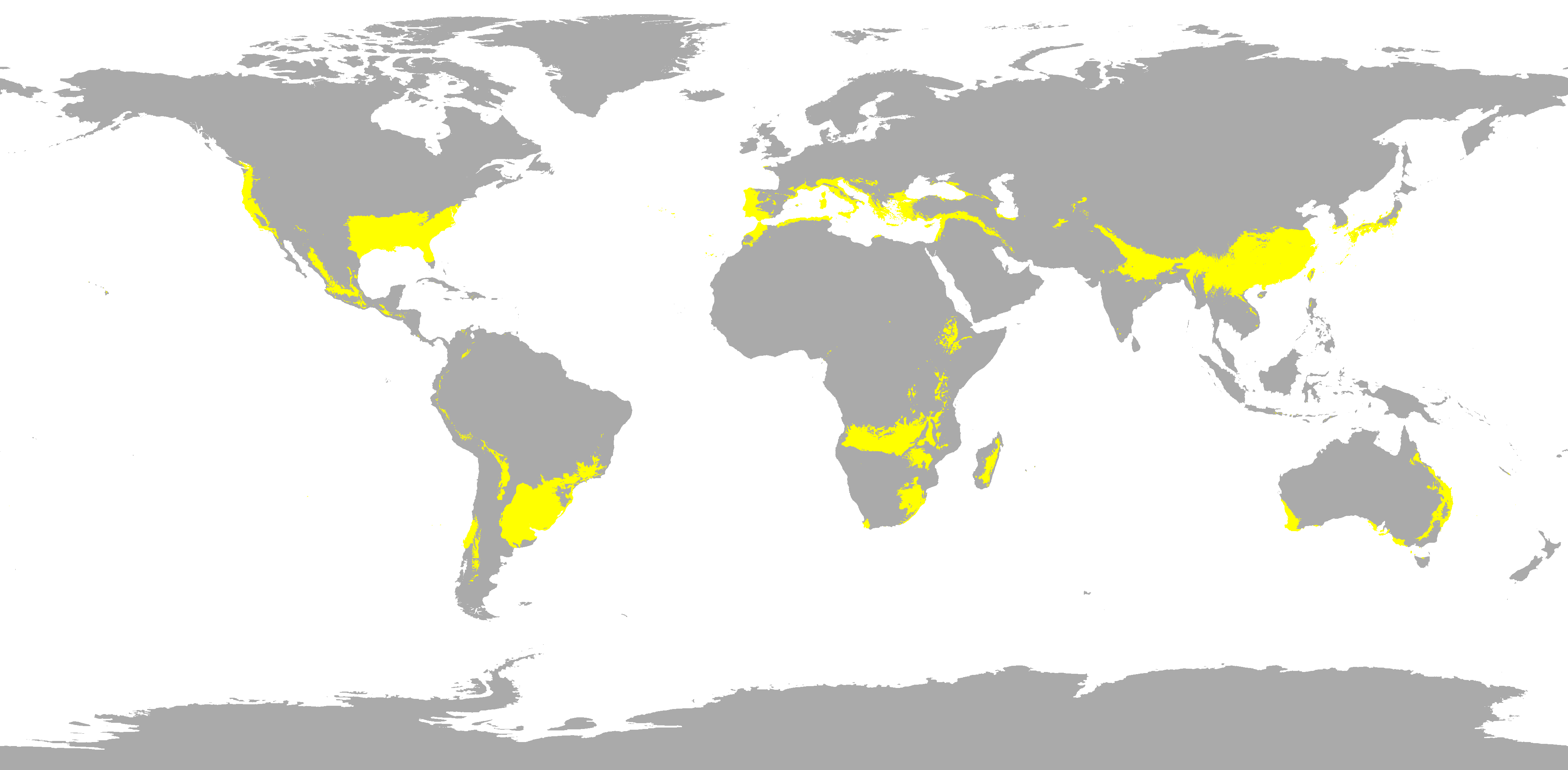
مناطقی از جهان که اقلیم جنب‌حاره‌ای دارند.

فهرست مکان‌های دارای اقلیم جنب‌حاره‌ای به‌طور خاص مکان‌های قرارگرفته در جنب‌مدارگان را فهرست می‌کند. جنب‌مدارگان یا جنب‌حاره‌ای پهنه‌های جغرافیایی و اقلیمی هستند که تقریباً بین مدار رأس‌السرطان و مدار رأس‌الجدی و مدارهای ۴۰ درجه در هر دو نیم‌کره قرار دارند. مناطق اقلیمی جنب‌حاره‌ای می‌توانند در ارتفاعات بالای مناطق مدارگان (حاره) مانند فلات مکزیک و بلندی‌های اتیوپی و دا لات در سنترال هایلندز ویتنام نیز وجود داشته باشند. بر پایه سامانه طبقه‌بندی اقلیمی تروارثا، به دلیل تأثیرات دریایی در سواحل شمال غربی اروپا و آرژانتین، این مناطق می‌توانند در عرض‌های جغرافیایی بالاتر از ۴۵ درجه به سمت قطب نیز وجود داشته باشند.
شش طبقه‌بندی اقلیمی از اصطلاح جنب‌حاره‌ای برای کمک به تعریف مناطق مختلف دمایی و بارشی سیاره زمین استفاده می‌کنند. در سامانه طبقه‌بندی اقلیمی تروارثا، مناطق جنب‌حاره‌ای هشت ماه از سال یا بیشتر دمای متوسط ۱۰ درجه سلسیوس (۵۰ درجه فارنهایت) یا بالاتر دارند. سامانه طبقه‌بندی اقلیمی کوپن، بسته به ترجیح، مناطق جنب‌حاره‌ای را با دمای گرم‌ترین ماه بالای ۲۲ درجه سلسیوس (۷۱٫۶ درجه فارنهایت) و سردترین ماه بالای ۰ درجه سلسیوس (۳۲ درجه فارنهایت) یا −۳ درجه سلسیوس (۲۶٫۶ درجه فارنهایت) طبقه‌بندی می‌کند. در هر دو طبقه‌بندی، حداقل یک ماه باید به‌طور متوسط کمتر از ۱۸ درجه سلسیوس (۶۴٫۴ درجه فارنهایت) باشد، در غیر این صورت، آن اقلیم به عنوان اقلیم حاره‌ای در نظر گرفته شود.
لزلی هولدریج اقلیم جنب‌حاره‌ای را دارای میانگین دمای زیستی سالانه بین خط یخبندان یا خط دمای بحرانی، ۱۶ تا ۱۸ درجه سلسیوس (بسته به مکان در جهان) و ۲۴ درجه سلسیوس تعریف کرد. خط یخبندان منطقه معتدل گرم را از منطقه جنب‌حاره‌ای جدا می‌کند. این خط نشان‌دهنده خط تقسیم بین دو گروه فیزیولوژیکی اصلی گیاهان تکامل یافته است. در سمت گرم‌تر خط، اکثر گیاهان به دمای پایین حساس هستند. آنها می‌توانند بر اثر یخبندان از بین بروند زیرا برای تحمل دوره‌های سرما تکامل نیافته‌اند. در سمت معتدل سردتر خط، همه گیاهان برای زنده ماندن در دوره‌های طول متغیر دماهای پایین سازگار شده‌اند، چه به عنوان دانه در مورد گیاهان یک‌ساله و چه به عنوان گیاهان چندساله که می‌توانند سرما را تحمل کنند. بخش [۱۶ تا ۱۸ درجه سلسیوس] اغلب به‌صورت ساده‌شده، ۱۷ درجه سلسیوس در نظر گرفته می‌شود.
اقلیم‌های جنب‌حاره‌ای در پهنه‌های زندگی هولدریج کم و بیش گرم‌ترین اقلیم‌های جنب‌حاره‌ای و به میزان کمتر اقلیم حاره‌ای گرم، طبق تعریف طبقه‌بندی‌های اقلیمی کوپن- گایگر یا تروارتا در نظر گرفته می‌شوند.
با این حال ولادیمیر کوپن اقلیم‌های گرم یا جنب‌حاره‌ای و حاره‌ای (نیمه) خشک (BWh یا BSh) داشتن میانگین دمای سالانه بیشتر یا مساوی ۱۸ درجه سلسیوس (۶۴٫۴ درجه فارنهایت) را از اقلیم‌های (نیمه) خشک معتدل یا سرد (BWk یا BSk) با میانگین دمای سالانه کمتر متمایز کرده است. این تعریف، اگرچه محدود به مناطق خشک است، اما تقریباً مشابه تعریف هولدریج است.
بخش بزرگی از بیابان‌های جهان، به دلیل گسترش پرفشار جنب‌حاره‌ای در مناطق جنب‌حاره‌ای قرار دارند. مناطق دارای اقلیم جنب‌حاره‌ای مرطوب در مناطق جنب‌حاره‌ای مانند شمال ویتنام (شامل هانوی) یک فصل مرطوب سالانه در طول تابستان دیده می‌شود که دارای بیشتر بارندگی سالانه است. در مناطق دارای اقلیم مدیترانه‌ای فصل مرطوب در طول زمستان رخ می‌دهد. نواحی هم‌مرز با اقیانوس‌های گرم مستعد بارش‌های شدید محلی از نوع چرخند حاره‌ای هستند که می‌تواند درصد قابل توجهی از بارندگی سالانه را تشکیل دهد. درختانی مانند خرما، مرکبات، انبه، سرخالو و آووکادو در مناطق جنب‌حاره‌ای رشد می‌کنند.
این یک فهرست کامل نیست و قرار نیست فهرستی کامل از مناطق جنب‌حاره‌ای باشد. بسیاری از کوه‌های مرتفع در عرض‌های جغرافیایی مناطق حاره به‌طور پراکنده در مناطقی با آب و هوای جنب‌حاره‌ای قرار دارند.

## آفریقا

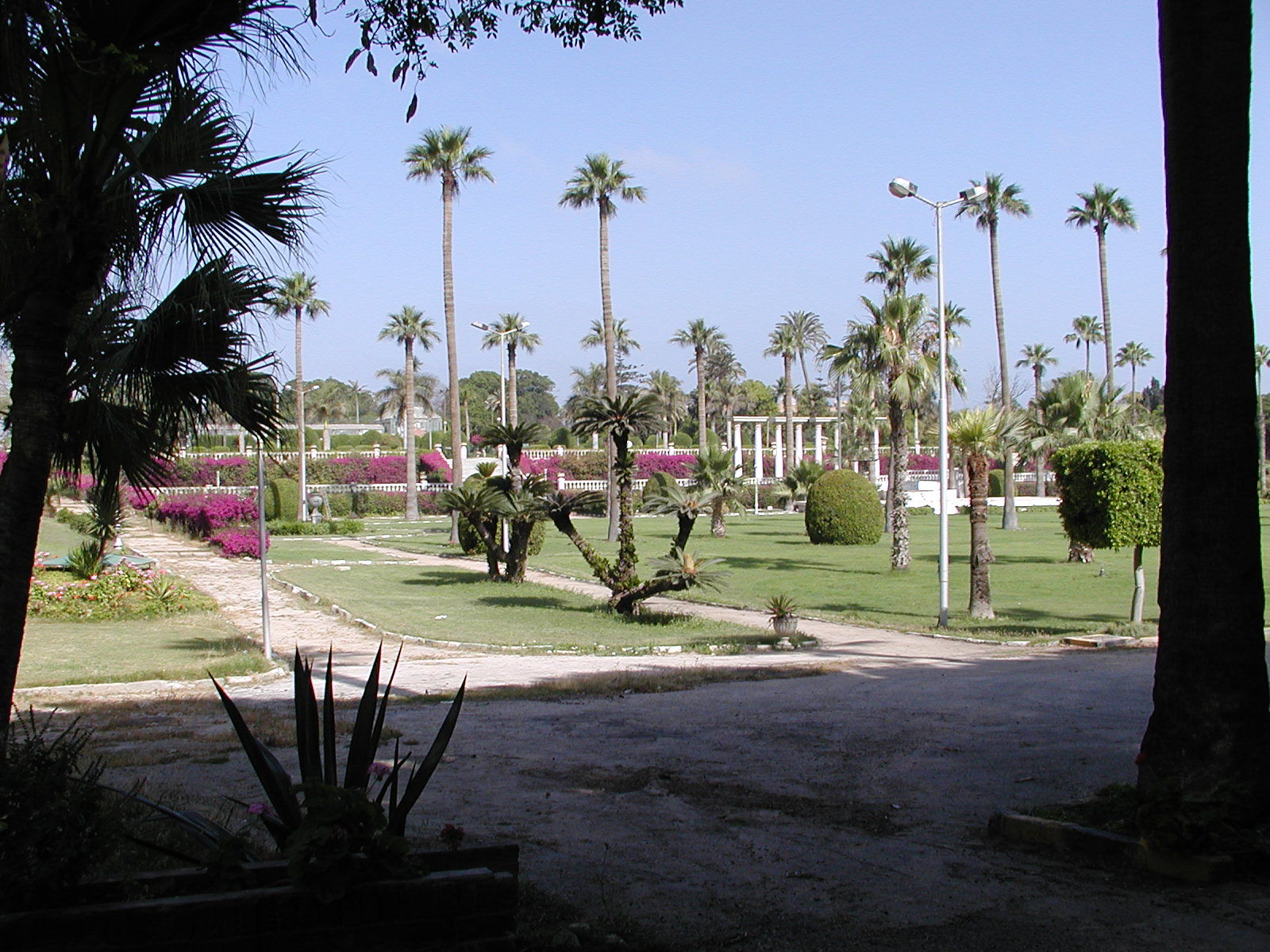
باغ فرانسوی در اسکندریه، مصر.

مرکز شهر نایروبی، کنیا.

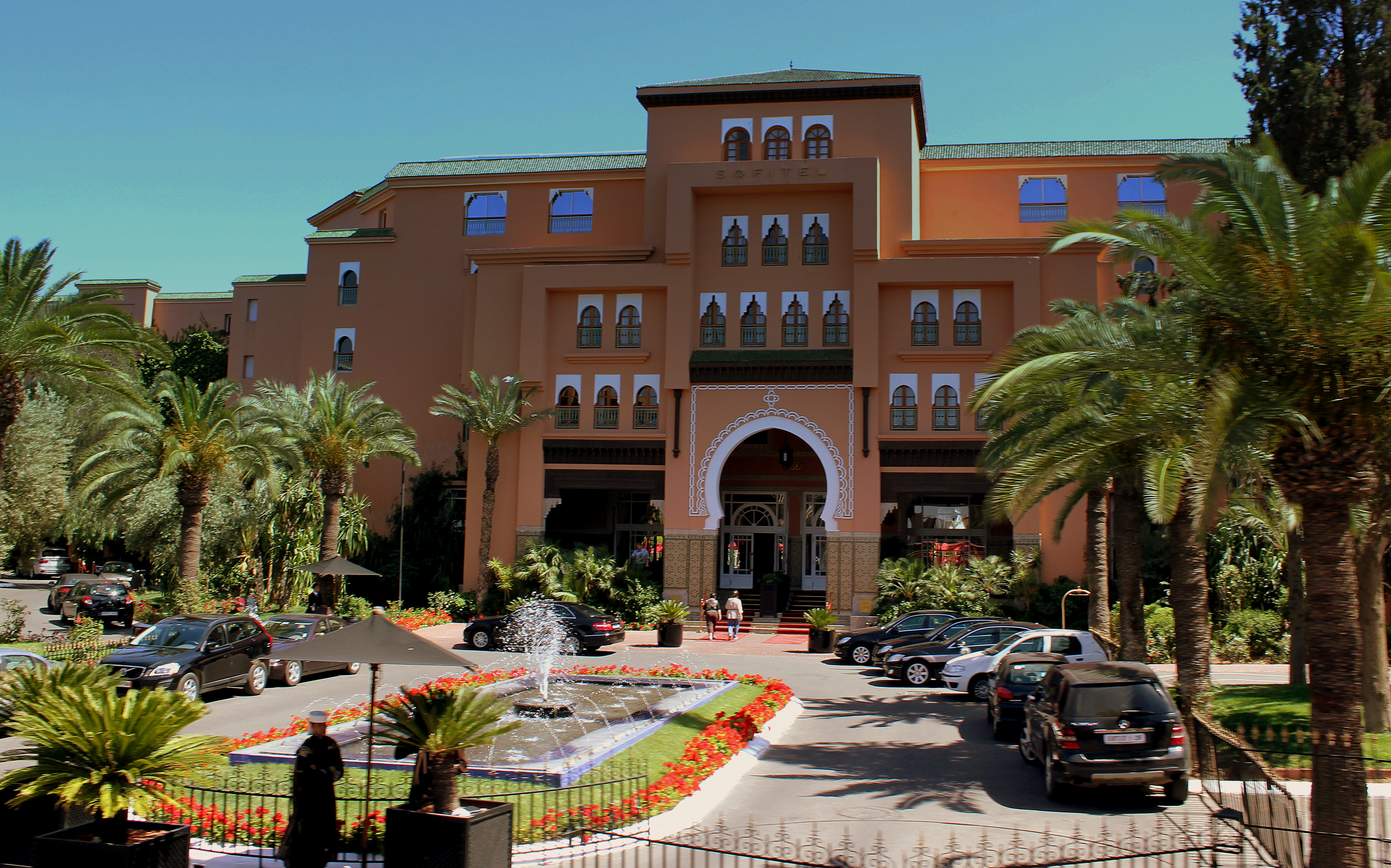
هتل سوفیتل، مراکش (شهر), مراکش.

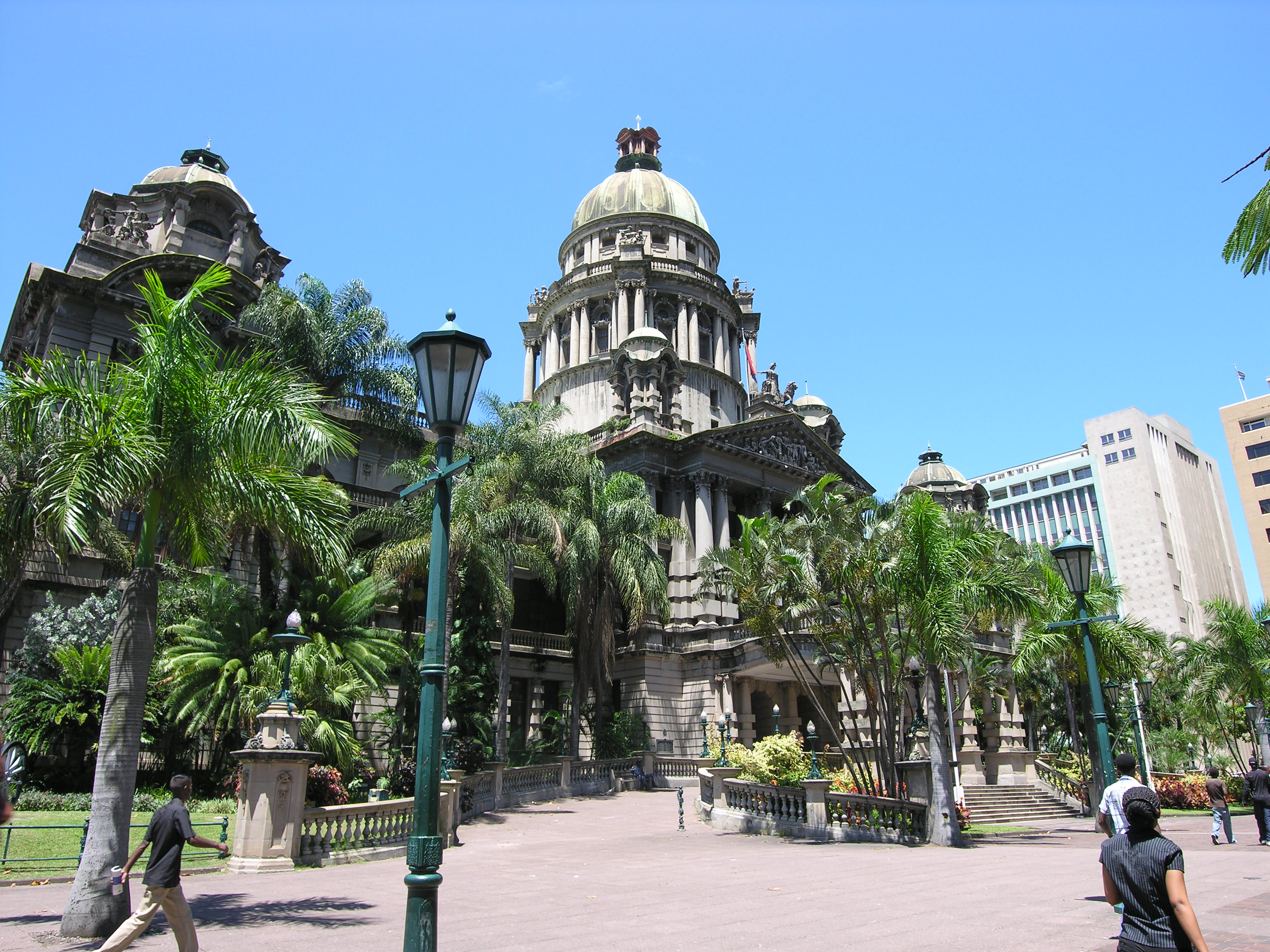
دوربان، آفریقای جنوبی.

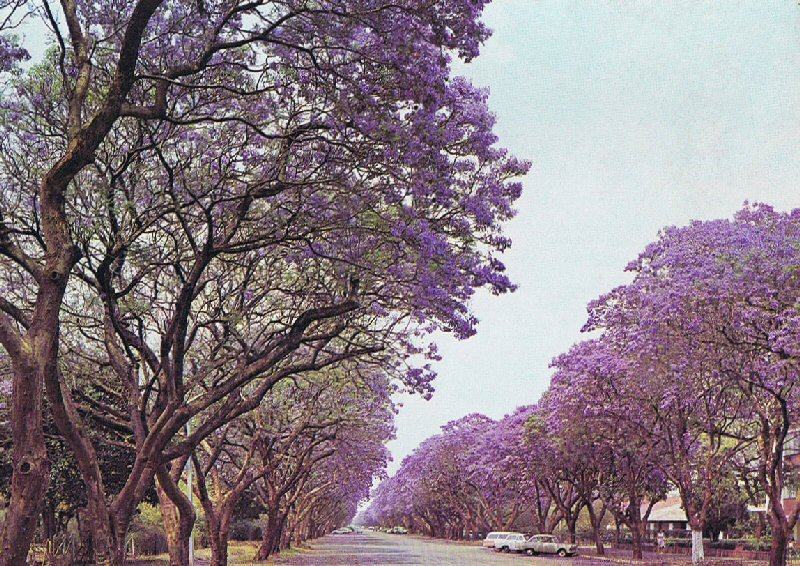
درخت نورا در هراره، زیمبابوه.

- الجزایر: الجزیره، وهران (الجزایر), تمنراست
- آنگولا: کویتو، آنگولا1, هوامبو، آنگولا1, لوبنگو، آنگولا1, لونا، آنگولا، مننگو، آنگولا،[۴] نامیبه، آنگولا
- بوتسوانا: فرانسیستوون، بوتسوانا، گابورون، ماون (بوتسوانا)
- کامرون: ندو، کامرون1
- کیپ ورد: اچادا فورنا1, Chã das Caldeiras1
- چاد: کوهستان تیبستی
- جمهوری دموکراتیک کنگو: کلوزی2, لیکاسی، لوبومباشی
- جیبوتی: ایرولاف
- مصر: اسکندریه، اسوان، قاهره
- اریتره: اسمره1, کرن (اریتره)1, ناکفا
- اسواتینی: امبابانه1
- اتیوپی: آدیس آبابا1, بحر دار2, جیجیگا1
- کنیا: الدورت1, نایروبی1, ناکورو1
- لسوتو: ماسرو1
- لیبی: الجوف، لیبی، بنغازی، سبها، طرابلس
- ماداگاسکار: آنتاناناریوو1, آنتسیراب1, فیانارانتسوآ1
- مالاوی: ددزا1, لیلونگوه
- مالی: Taoudenni2[۵]
- موریتانی: زویرات
- موریس: پیتون دلا پتی ریویر نوآر
- مراکش: کازابلانکا، صویره1, فاس، مراکش (شهر), مکناس، رباط (مراکش), طنجه
- موزامبیک: لیچینگا، موزامبیک1
- نامیبیا: Keetmanshoop, Lüderitz1, Swakopmund1, والویس بی1, ویندهوک
- نیجر: کوهستان آیر
- رئونیون داخلی: (سواحل اقلیم حاره‌ای دارند)
- سائوتومه و پرنسیپ: پیکو دو سائو تومه1
- سومالی: عریجاوو1
- سومالی‌لند: هرجیسا
- آفریقای جنوبی: بیشتر بخش‌های بلومفونتن، کیپ‌تاون1, دوربان، ژوهانسبورگ1، کیمبرلی (آفریقای جنوبی), Musina، پیترماریتسبرگ، پورت الیزابت1, و پرتوریا.
- سودان جنوبی: Imatong Mountains (فقط مناطق مرتفع)
- تانزانیا: آروشا1, امبیا1,
- تونس: مدنین، شهر تونس
- اوگاندا: کاباله1[۶]
- صحرای غربی: العیون
- زامبیا: Livingstone, لوساکا، ان‌دولا
- زیمبابوه: بولاوایو1, هراره1, ماروندرا1
- جزایر اتحادیه اروپا در اطراف سواحل اقیانوس اطلس در شمال غربی آفریقا:
  - جزایر قناری، اسپانیا: مرکز ایه‌رو; فوئرته‌ونتورا2; لانزاروته؛ سان کریستبال د لا لاگونا، تنریفه1؛ سانتا کروس د لا پالما2
  - مجمع‌الجزایر مادیرا، پرتغال
- سبته، ملیلیه، و پلاساس د سبرانیا، اسپانیا.
- پانتلریا و جزیره‌های پلاجیه، ایتالیا
- جزایر بریتانیا در اقیانوس اطلس جنوبی:
  - سنت هلن: لانگ‌وود، سنت هلن1
  - مجمع‌الجزایر تریستان دا کونا 1

^  فقط در سامانه طبقه‌بندی اقلیمی تروارثا.

^ با اقلیم کاملاً حاره‌ای هم‌مرز است.

## آسیا

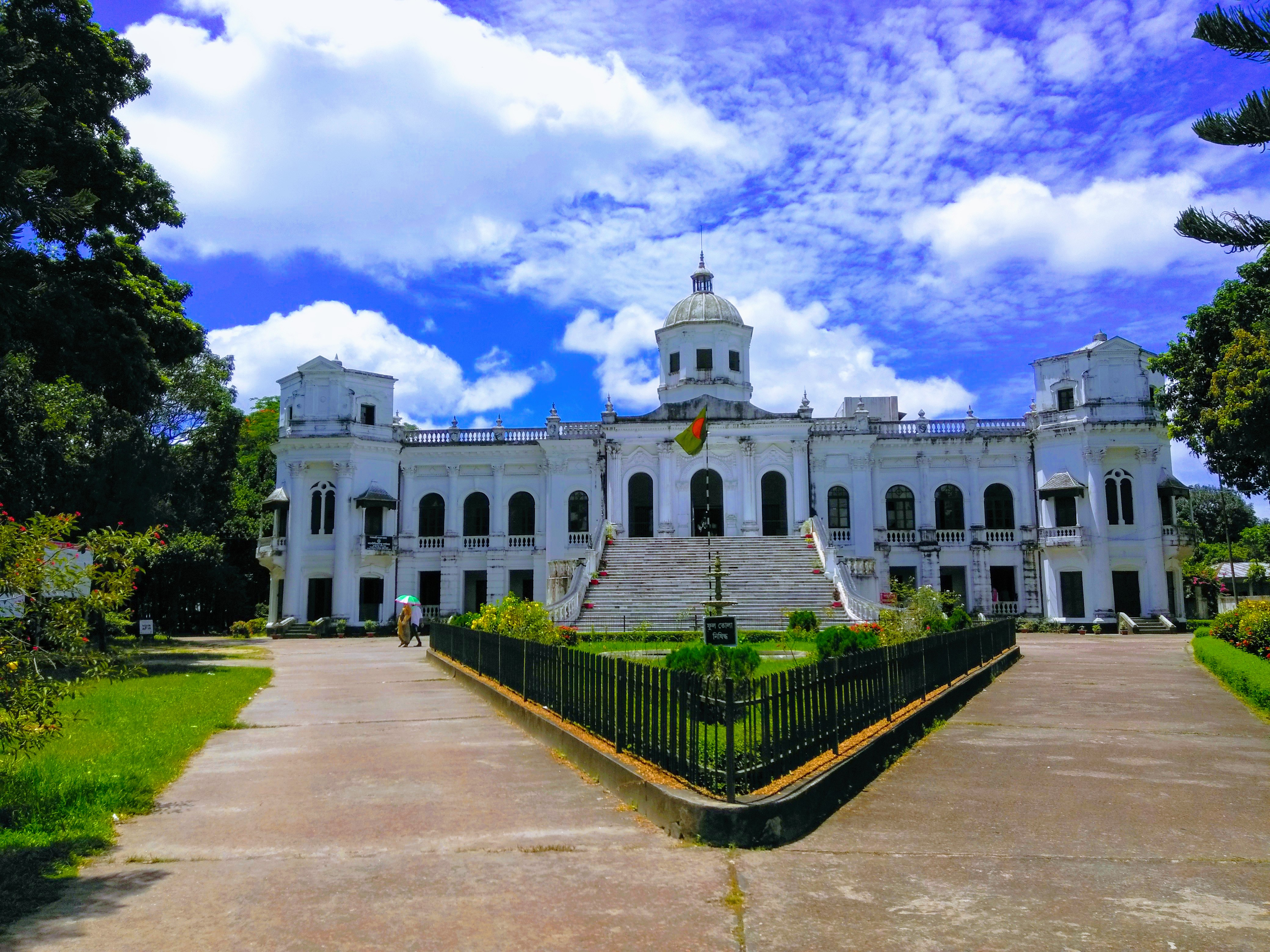
Tajhat Palace, رنگ‌پور

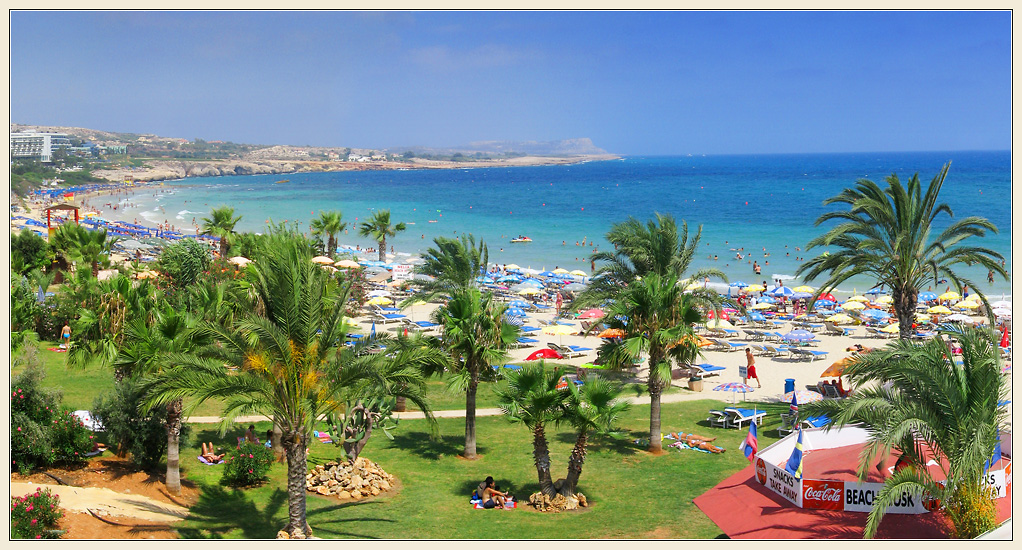
ایا ناپا، قبرس

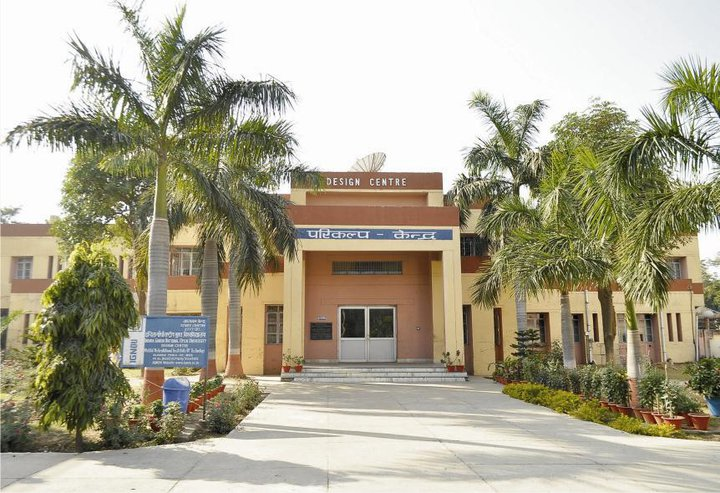
Motilal Nehru National Institute of Technology Allahabad, هند

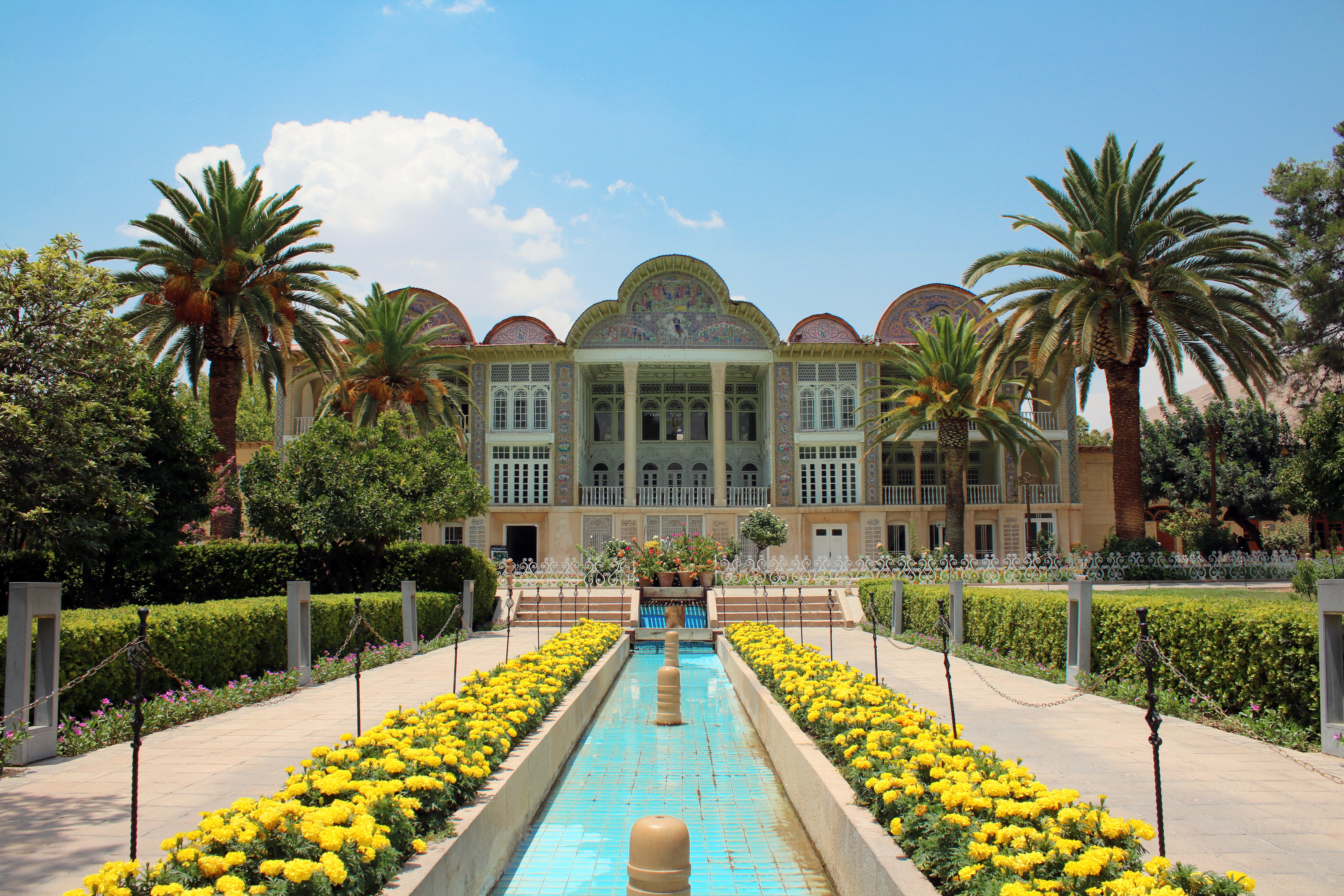
باغ گیاه‌شناسی شیراز، ایران.

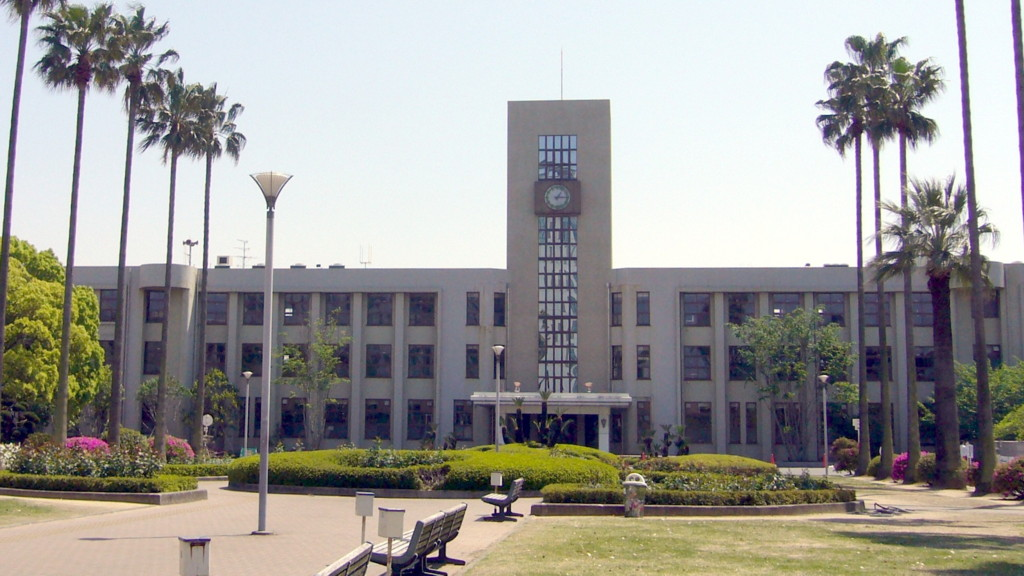
دانشگاه شهر اوساکا، ژاپن.

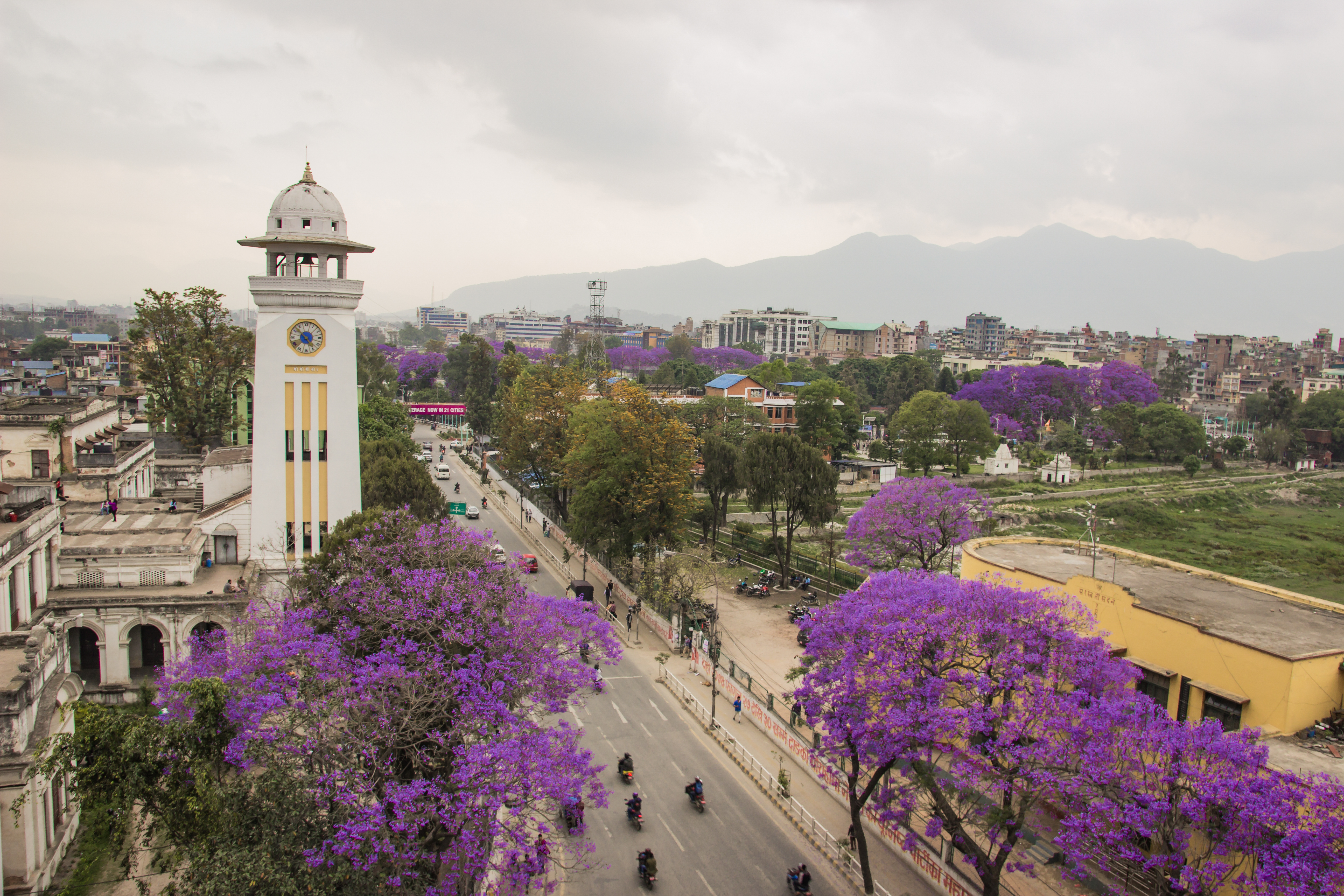
کاتماندو، نپال

- افغانستان: هرات، جلال‌آباد، قندهار، خوست، قندوز، لشکرگاه، مزار شریف
- آکراتاری و داکیلیا
- جمهوری آذربایجان: آستارا، باکو، لنکران، مینگه‌چویر3, شروان (شهر)
- بحرین: منامه
- بنگلادش: دیناژپور، رنگ‌پور، سیدپور
- بوتان (کشور): تیمفو1
- برونئی: پاگون هیل1
- کامبوج: Cardamom Mountains
- چین: بئیلیو، چانگشا، چنگدو، چونگ‌چینگ، دونگوان، فوجو، گوانگ‌ژو، گویلین، گوئیانگ، هانگژو، هفئی، کون‌مینگ1, نانجینگ، ناننینگ، نانگبو، شانگهای، شنژن، سوژو، تورفان (شهر در سطح ولایت)1, ووهان، شیامن، یانگژو، ژنگژو3
- قبرس: ایا ناپا،[۷] لارناکا، لیماسول، نیکوزیا
- مصر: شبه‌جزیره سینا
- گرجستان: باتومی، کوتائیسی،[۸] سوخومی (مرکز Abkhazia)، زوگدیدی3
- یونان: جزایر خیوس، دودکانسا، لسبوس
- هنگ کنگ: کاولون، Wan Chai
- هند: آگارتالا، آگره، آیزول، الله‌آباد (هند), امریتسار، بهوپال2, Cardamom Hills, چندی‌گر، درادون، دهلی، دانباد2, دیماپور، فریدآباد، گنگتوک1, قاضی‌آباد (هند), گوآهاتی، ایمفال، ایتاناگار، جیپور، جامو، کان‌پور، Kodaikanal1, کوهیما1, لکنو، لودهیانا، میروت، اوتی1, پتنه، رانچی، شیلونگ1, شیملا1, و بنارس.
- اندونزی: باتو، جاوا شرقی1, Barisan Mountains1, پارک ملی برومو تانگر1, Dieng Plateau1, Puncak pass1
- ایران: اهواز، بندرعباس2,[۹] بندر انزلی، بیرجند، بوشهر، گرگان، ایلام، اصفهان، کاشان، کرمان، خرم‌آباد، قم، رشت، سبزوار، ساری، ساوه، سمنان، شیراز، مناطق کم‌ارتفاع تهران، یزد، زاهدان
- عراق: بغداد، بصره، اربیل، موصل، سلیمانیه
- اسرائیل: ایلات، حیفا، اورشلیم، تل‌آویو
- ژاپن: جزایر اوگاساوارا2, فوکوئوکا، هیروشیما، جزایر ایزو، جوئتسو، نیگاتا، کانازاوا، ایشیکاوا، کوماگایا، سایتاما، کیوتو، مائه‌باشی، گونما، ماتسویاما، اهیمه، ناگاساکی، ناگویا، ناها، اوکیناوا، ناسوشیوبارا، توچیگی3, نیگاتا،[۱۰] اوکایاما، اوساکا، سادو، نیگاتا3,[۱۱] توکیو، یاماگوچی (شهر)3, یوکوهاما.
- اردن: امان، پترا
- کویت: کویت (شهر)
- لائوس: فونگسالی1, فونساوان
- لبنان: بیروت، طرابلس (لبنان)
- ماکائو: کولوان (چین), Taipa
- مالزی: برینچانگ1, کمرون هایلندز1, Genting Highlands1
- میانمار: Hakha1, لاشیئو، مگک، میتکیانا2, Putao Town, Tamu, تانجی
- نپال: کاتماندو، پوکارا
- قبرس شمالی: لفکوشای شمالی
- عمان: السایق
- بیشتر پاکستان: (به جز مناطق حاره‌ای سواحل دریای عرب) شامل فیصل‌آباد، حیدرآباد (سند)2, اسلام‌آباد، لاهور، مردان، مولتان، مظفرآباد، پیشاور، و کویته.
- سرزمین‌های فلسطینی: اورشلیم شرقی، غزه، نابلس
- فیلیپین: Atok1, باگیو1 2,[۱۲] Balbalan2, La Trinidad1
- قطر: دوحه2
- عربستان سعودی: دمام (شهر), ظهران، هفوف، جبیل (عربستان سعودی), مدینه2, ریاض، تبوک
- کره جنوبی: بوسان، چانگ‌وون، Geochagundo, گئوجه، ججو، تونگ‌یونگ، اولسان3,[۱۳] یوسو
- سری‌لانکا: نووارا الیا1
- سوریه: حلب، دمشق، حمص، لاذقیه، رقه
- تایوان: چیایی، سینچو، جزایر پنهو (مورد مناقشه با چین), تایچونگ، تاینان، تایپه
- تاجیکستان: باختر (تاجیکستان), دوشنبه (تاجیکستان)3, کولاب
- ترکیه: آدانا، انطاکیه، آنتالیا، باتمان3, بورسا، چناق‌قلعه، غازی عینتاب، اینه‌بولو، اسکندرون، استانبول (همچنین بخش اروپایی)3, ازمیر، مرسین، صامسون، سینوب3, تکیرداغ (اروپا), طرابزون3, شانلی‌اورفه
- ترکمنستان: عشق‌آباد، بلخان‌آباد، مرو[۱۴]
- امارات متحده عربی: شارجه
- ازبکستان: بخارا3, نمنگان3, نوایی (ازبکستان)3, نخشب، تاشکند3, ترمذ
- ویتنام: دا لات1, هایفونگ، هانوی، سا پا1
- یمن: حجه، یمن، Kawkaban, صنعا1

^ فقط در سامانه طبقه‌بندی اقلیمی تروارثا.

^ با اقلیم کاملاً حاره‌ای هم‌مرز است.

^ خط‌مرزی.

## قاره آمریکا

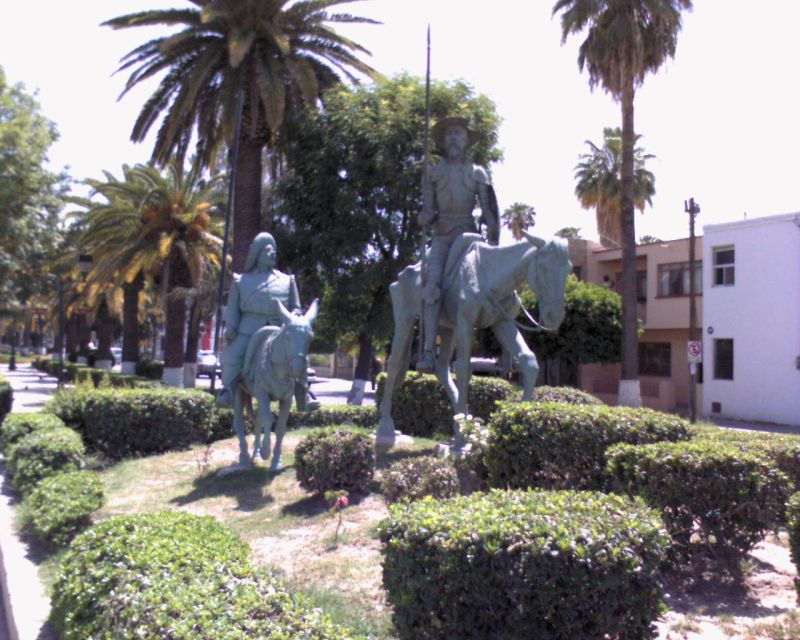
مجسمه دن کیشوت، تورئون (کواویلا), مکزیک

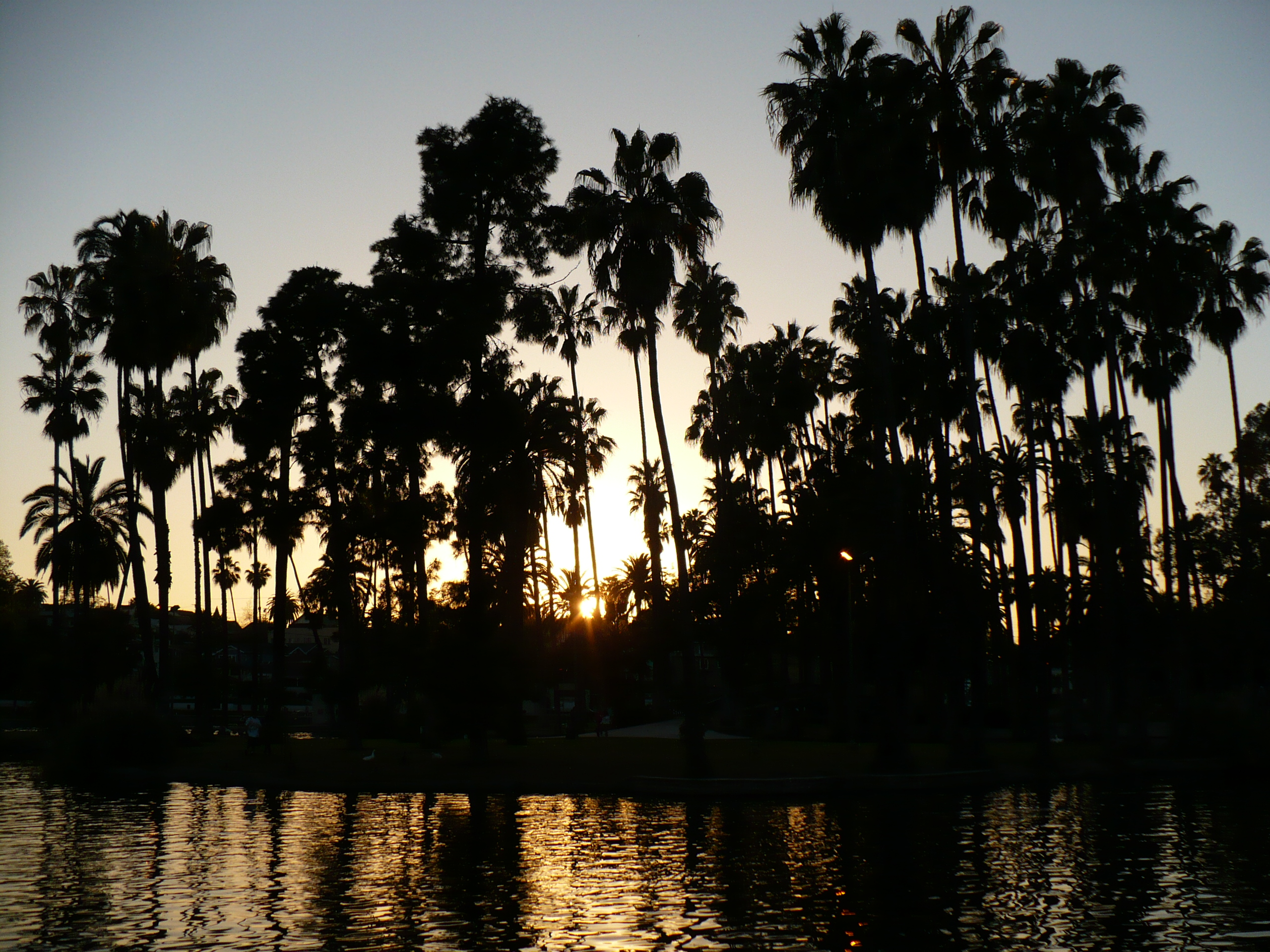
اکو پارک، لس آنجلس، ایالات متحده

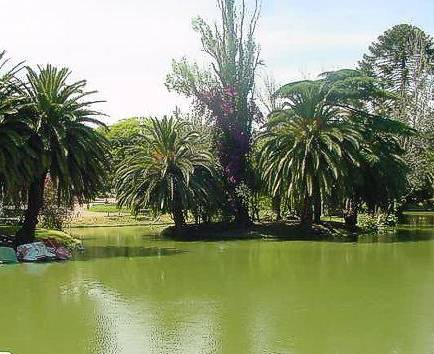
Parque Rodó, مونته‌ویدئو، اروگوئه

- آرژانتین: انتهای شمالی ساحل استان چوبوت شامل بوئنوس آیرس، کومودورو ریواداویا3, کوردوبا، آرژانتین، لا پلاتا، مار دل پلاتا1, مندوسا، آرژانتین، نئوکن، راوسون3, روساریو، سانتا فه، سالتا1, سانتیاگو دوتوکومان و ویدما
- برمودا4
- بولیوی: کوچابامبا1, مناطق کم‌ارتفاع لاپاز1, سوکره1, تاریخا1
- برزیل: پارانا (ایالت), ریو گرانده جنوبی، سانتا کاتارینا، و بخش‌هایی از ماتوگروسو جنوبی و سائو پائولو (ایالت) شامل شهر سائو پائولو. همچنین پتروپولیس، برزیل و ترسوپولیس1 in ریو دو ژانیرو (ایالت) و ارتفاعات مینا ژرایس شامل جویز د فورا و ترس کوراسویس.
- شیلی: شمال مدار۴۰ درجه جنوبی شامل آنتوفاگاستا1, آریکا، کنسپسیون، شیلی1, کوپیاپو، ایگیگه، جزایر خوان فرناندز1, رانکاگوا1, سانتیاگو1, تموکو3, بالدیبیا3,[۱۵] و والپارایسو1.
- کلمبیا: بوگوتا1, مانیسالس1, تونخا1
- کاستاریکا: کوه چیریپو1
- جمهوری دومینیکن: کنستانزا (جمهوری دومنیکن)1
- اکوادور: آمباتو، اکوادور1, کوانکا1, لاتاکونگا، اکوادور1, کیتو1, ریوبامبا1[۱۶]
- السالوادور: سرو ال پیتال1
- گواتمالا: آنتیگوا گواتمالا1, کوبان، آلتا وراپاس1, Fraijanes1, کویتزالتنانگو1
- هائیتی: کنزکاف1 4[۱۷]
- هندوراس: لااسپرانزا، هندوراس1, سانتا روزا د کوپن1, سیگواتیپیکوی4
- جامائیکا: کوه‌های آبی1
- مکزیک: تقریباً همه بخش‌های شمالی مکزیک (کولیاچان و لوس کابوس حاره‌ای هستند) و برخی دیگر از مناطق مرتفع از جمله فلات مکزیک. شهرهای بزرگ شامل آگوئاسکالینتس، سیوداد خوارس، چیئوائوا، گوادالاخارا، خالیسکو، ارموسییو، لئون، گوآناخوآتو، ماتاموروس، تامائولیپاس، مخیکالی، مکزیکوسیتی1, مونتری، پوئبلا سیتی1, کرتارو سیتی، رینوسا تامائولیپاس، سان لوئیس پوتوسی سیتی1, تیخوانا، و تورئون (کواویلا). همچنین Ciudad Constitución, سیوداد ویکتوریا، دورانگو (شهر), انسنادا، باخا کالیفرنیا، جزیره گوادالوپ (مکزیک)1, گوآناخوآتو سیتی، لاپاز، باخا کالیفرنیا سور، مورلیا، میچوآکان1, پاچوکا، ایدالگو1, روساریتو بیچ1, سالتییو، تپیک، تلاسکالا سیتی1, تولوکا1, زالاپا1, و زاکاتکاس ٬زاکاتکاس1.
- نیکاراگوئه: موگوتون1
- پاناما: سرو پونتا، چیریکی1
- پاراگوئه: مناطق جنوبی شامل آسونسیون4 و سیوداد دل استه
- پرو: ارکیپا1, آیاکوچو1, کاخامارکا1, چاچاپویاس1, کوسکو1, لیما، تروخیو (پرو)
- ایالات متحده آمریکا: ساحل شرقی آمریکا از جنوب شبه‌جزیره دیلماروا تا فلوریدا (به‌جز بخش‌های حاره‌ای South Florida, اورگلیدز، و فلوریدا کیز), Gulf Coast, بخش‌های سرزمین اصلی جنوب ایالات متحده آمریکا و ایالت‌های جنوب غربی آمریکا، و ساحل غربی آمریکا از سن دیگو تا شمال کالیفرنیا و ساحلی جنوب اورگان. شهرهای مهم: آتلانتا;[۱۸] آستین (تگزاس);[۱۹] بالتیمور2;[۲۰] برمینگم، آلاباما;[۲۱] شارلوت، کارولینای شمالی;[۲۲] دالاس;[۲۳] ال پاسو (تگزاس);[۲۴] فرزنو، کالیفرنیا;[۲۵] گرینزبورو، کارولینای شمالی2;[۲۶] گرینویل (کارولینای جنوبی);[۲۷] هیوستون;[۲۸] جکسون‌ویل، فلوریدا;[۲۹] ناکسویل (تنسی)2;[۳۰] لاس وگاس;[۳۱] لس آنجلس;[۳۲][۳۳] ممفیس، تنسی;[۳۴] نشویل، تنسی2;[۳۵] نیواورلئان;[۳۶] نورفک، ویرجینیا;[۳۷] اکلاهما سیتی;[۳۸] اورلاندو (فلوریدا);[۳۹] فینیکس (آریزونا);[۴۰] رالی، کارولینای شمالی;[۴۱] ریچموند، ویرجینیا2;[۴۲] ریورساید، کالیفرنیا;[۴۳] ساکرامنتو، کالیفرنیا;[۴۴] سن آنتونیو;[۴۵] سن دیگو3;[۴۶] سان فرانسیسکو1;[۴۷] سن خوزه (کالیفرنیا)1;[۴۸] تمپا، فلوریدا;[۴۹] توسان (آریزونا);[۵۰] تالسا (اکلاهما);[۵۱] واشینگتن، دی.سی.2.[۵۲]  منطقه جنب‌حاره‌ای مرطوب جنوب ایالات متحده طبق گفته تروارثا در این نقشه به رنگ سبز مایل به زرد است:  در صورت استفاده از سامانه طبقه‌بندی اقلیمی کوپن، خط هم‌دمای سردترین ماه با ۰ درجه سلسیوس، منطقه جنب‌حاره‌ای از مارتاز وین‌یارد، extreme SW Rhode Island و بیشتر لانگ آیلند تا فلوریدا مرکزی در ایالت‌های شرقی گسترش یافته و شامل ردیف جنوبی ایالت‌های غرب میانه آمریکا می‌شود و تا شمال دره کلمبیا در جنوب شرقی ایالت واشینگتن گسترش می‌یابد. طبق تعریف، مناطقی از سرزمین اصلی از بویزی، سینسیناتی، اوهایو، دنور، هریسبورگ، پنسیلوانیا، و سنت لوئیس خط مرزی هستند، لویی‌ویل، کنتاکی، نیویورک و فیلادلفیا دارای اقلیم Cfa, والا والا، واشینگتن از نوع Csa است، ولی اقلیم ساحل اقیانوس آرام از نوع Csb است.
- همه اروگوئه:
- ونزوئلا: مریدا، مریدا1 4, موکوچیس1

^ فقط در سامانه طبقه‌بندی اقلیمی تروارثا.

^ خط‌مرزی.

^ خط‌مرزی فقط در سامانه طبقه‌بندی اقلیمی تروارثا.

^ با اقلیم کاملاً حاره‌ای هم‌مرز است.

## اروپا

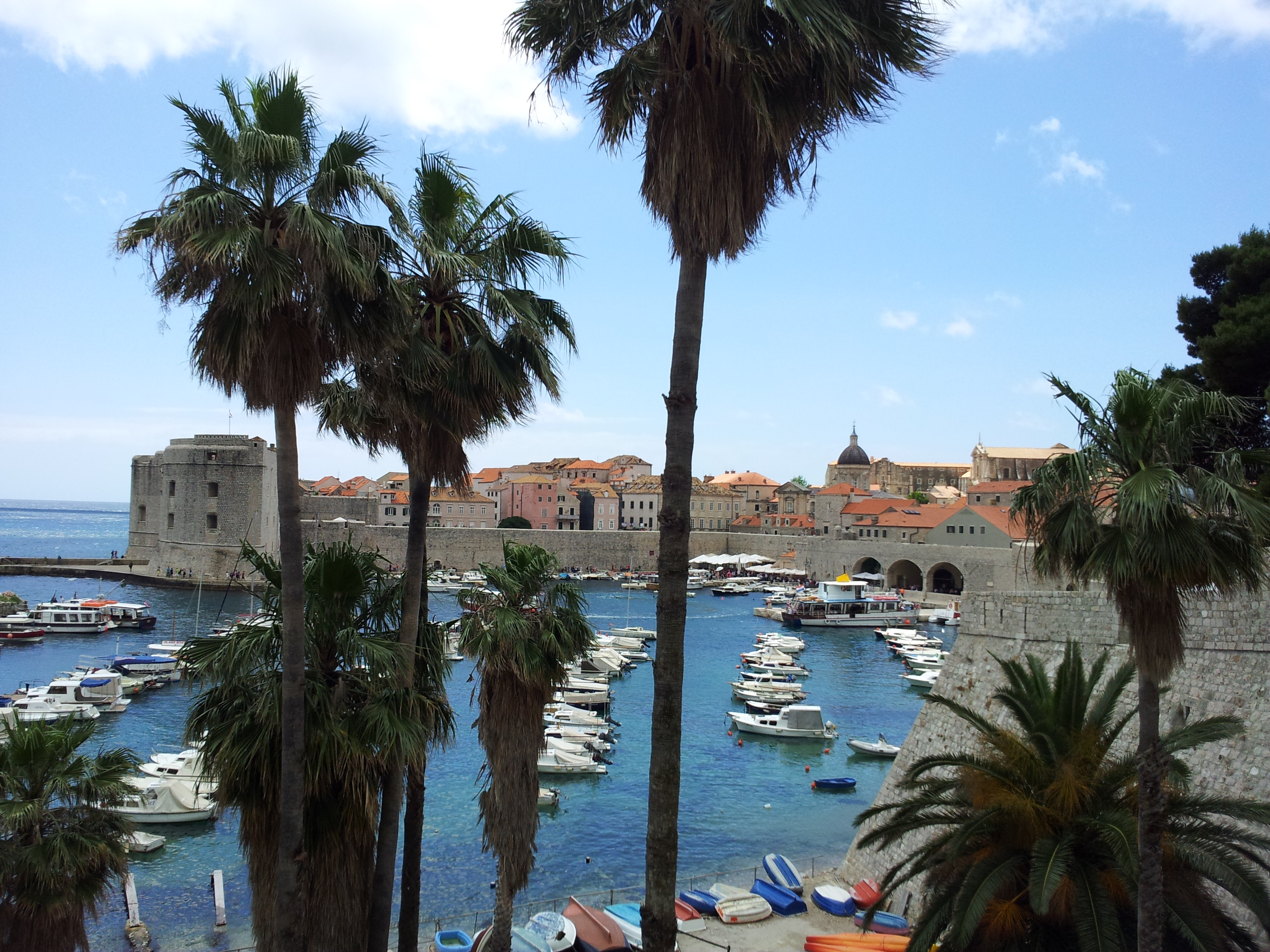
دوبروونیک، کرواسی

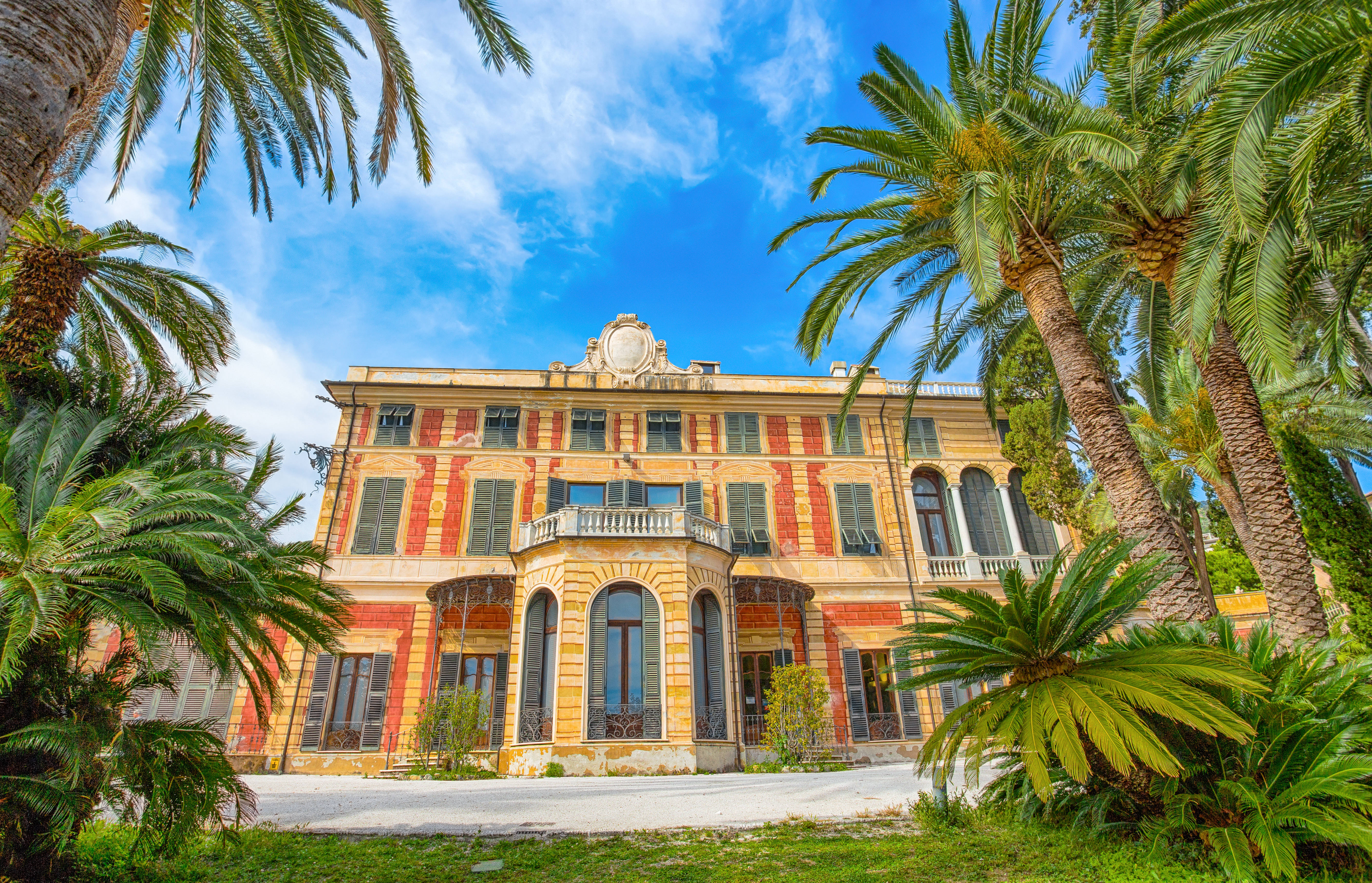
Villa Groppallo Serra, جنوآ، ایتالیا

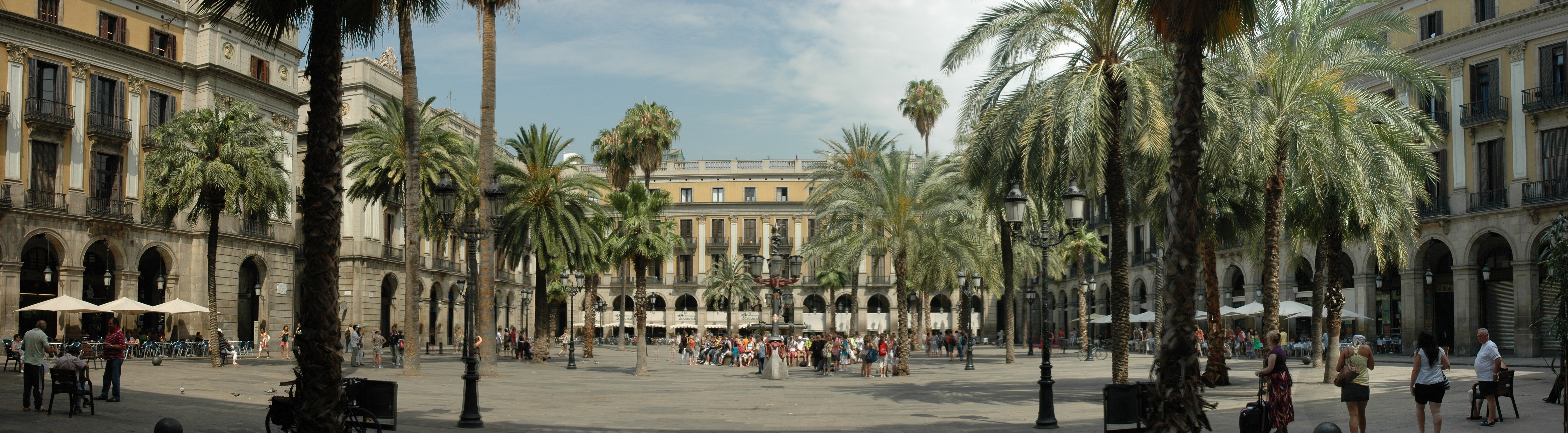
Plaça Reial, بارسلون، کاتالونیا، اسپانیا

- آلبانی: دراج (آلبانی), البسان، اشکودر، تیرانا، ولوره (آلبانی)
- بوسنی و هرزگوین: نوار ساحلی شامل Neum, موستار2[۵۳]
- بلغارستان: ساندانسکی، سوزوپول، پلاژ سانی، تساروو، وارنا2
- شبه‌جزیره کریمه: یالتا2 (مورد مناقشه میان روسیه و اوکراین)
- کرواسی: دوبروونیک، پولا، رییکا2,[۵۴] اسپلیت، زادار
- فرانسه: آژاکسیو، اوینیون، Belle Île1, بیاریتز1, بوردو1, کن (فرانسه), Île d'Yeu1, لا روشل3, لورد3, مارسی، مون‌پلیه، ناربون،[۵۵] نیس، نیم (شهر), Noirmoutier3, پرپینیان، تولون (فرانسه), تولوز2, یوشانت3
- جبل‌الطارق
- یونان: آتن، کورفو، هراکلیون، لاریسا، پاتراس، سالونیک
- ایتالیا: باری (ایتالیا), کالیاری، کاپری،[۵۶] الب (جزیره), فلورانس، جنوآ، لیورنو، ناپل، پالرمو، پسکارا، پیزا، رم، تارانتو، تریسته2
- مالت: بیرکیرکارا، والتا
- موناکو
- مونته‌نگرو: بار، مونته‌نگرو، پودگوریتسا
- مقدونیه شمالی: گفلیا
- پرتغال: آزور، براگا1, کویمبرا، فارو (پرتغال), لیسبون، پورتو1
- روسیه: سوچی و تواپسه در ساحل سرزمین کراسنودار
- سان مارینو (مناطق پست خط مرزی هستند)
- اسلوونی: کوپر2
- اسپانیا: لاکرونیا1, آلیکانته، آلمریا، جزایر بالئاری، بارسلون، بیلبائو1, کادیس، کوردوبا (اسپانیا), خیخن1, گرانادا، اوئسکا2, لگرنیو، مادرید، مالاگا، مریدا، مورسیا (شهر), سان سباستیان1, سانتاندر1, سویل، تولدو، والنسیا، بیگو1, ساراگوسا
- بریتانیا: قلمرو پیشکاری گرنزی3,[۵۷] مجمع‌الجزایر سیلی3, جرزی3,[۵۸] پنزانس3[۵۹]
- واتیکان

^  فقط در سامانه طبقه‌بندی اقلیمی تروارثا.

^ خط‌مرزی.

^ خط‌مرزی با سامانه طبقه‌بندی اقلیمی تروارثا.

## اقیانوسیه

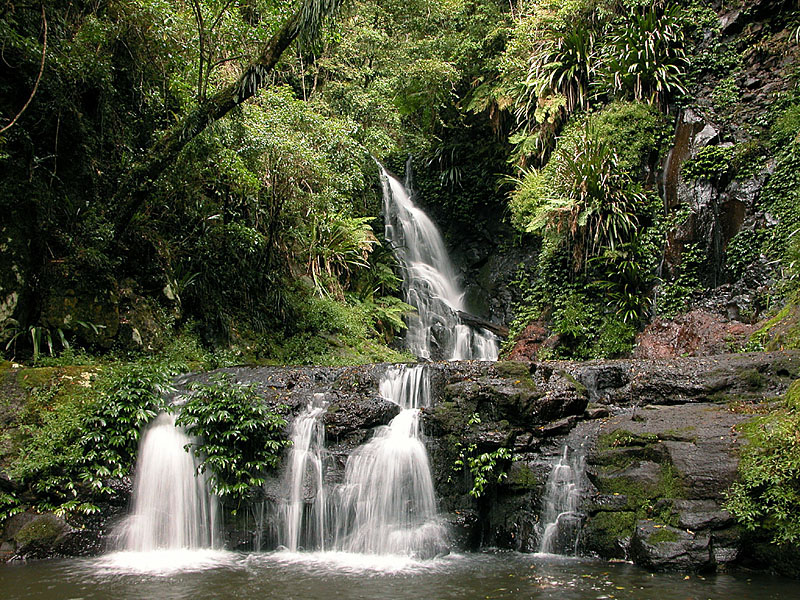
آبشار الابانا در Lamington National Park, کوئینزلند

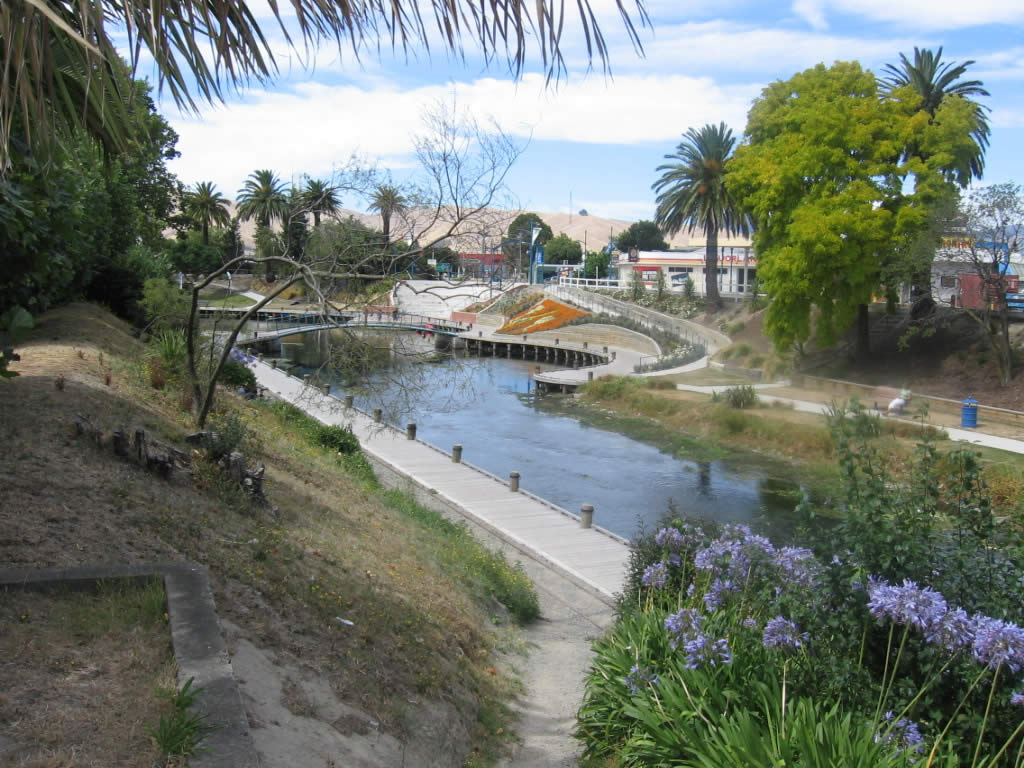
بلنیم، جزیره جنوبی، نیوزیلند

- استرالیا: نیو ساوت ولز (البته نه بیشتر مناطق فلاتی و ارتفاعات), قلمرو خلیج جرویس، مناطق پست قلمرو پایتختی استرالیا (کانبرا خط‌مرزی در سامانه طبقه‌بندی اقلیمی تروارثا), بخش‌هایی از کوئینزلند و استرالیای غربی، بیشتر استرالیای جنوبی و ویکتوریا، و آلیس اسپرینگز در قلمرو شمالی. شهرهای بزرگ در استرالیا شامل سیدنی، ملبورن1,[۶۰] پرث، بریزبن، و آدلاید. همچنین جزیره لرد هاوو و جزیره نورفک در ساحل اقیانوس آرام؛ سواحل تاسمانی شامل هوبارت1[۶۱] و لانسستون، تاسمانی1;[۶۲] و مانت ایسا[۶۳] و راکهمپتون،[۶۴] کوئینزلند.
- اندونزی: Jayawijaya Mountains1, Malino1 3, Mamasa1 Regency
- نیوزیلند: اوکلند (نیوزیلند)1, بلنیم1, جزایر چتم1 2,گیسبورن (نیوزلند)1, هامیلتون (نیوزیلند)1, Hokitika1, Kaikoura1, Kaitaia1, جزایر کرمادک، مسترتون1, نیپیر1, نلسون، نیوزیلند1, نیوپلیموث1, پالمرستون نورث1, روتوروا1,تائورانگا1, ولینگتون1, Westport1, Whanganui1, وانگاری1.
- پاپوآ گینه نو: کائینانتو1,[۶۵] واباگ1
- پلی‌نزی: Bass Islands, پلی‌نزی فرانسه3;[۶۶] ارتفاعات جزایر هاوایی; آدامستاون، جزایر پیت‌کرن3 (سواحل پیت‌کرن اقلیم حاره‌ای دارند)[۶۷]

^ فقط در سامانه طبقه‌بندی اقلیمی تروارثا.

^ خط‌مرزی.

^ با اقلیم کاملاً حاره‌ای هم‌مرز است.

## جنوب اقیانوس هند
^ فقط درسامانه طبقه‌بندی اقلیمی تروارثا.
- سرزمین‌های جنوبی و جنوبگانی فرانسه: جزیره آمستردام1 , جزیره سنت پل1